# Mniaceae
Mniaceae là một họ rêu trong bộ Bryales.